# Християнство в Бутані
Християн у Бутані налічується 16 500 осіб, з них католиків тільки 1000, тобто 0,9% населення проти 84% буддистів, 11,4% індуїстів, 3,4% анімістів (2009).

## Конституція 2008 року
Третя стаття Конституції Бутану, ухваленої в 2008 році, гарантує свободу віросповідань, але також забороняє звернення в іншу релігію «шляхом примусу або спонукання». За даними неурядової організації Open Doors, через цю статтю для багатьох бутанців проповіді стають недоступними.

## Християнські громади
На півдні Бутану існує досить велика кількість християнського населення.

### Католики
Територіально бутанські католики належать до єпархії Дарджилінгу, Індія.

### Протестанти
Протестантів у Бутані налічується набагато більше, ніж католиків.

## Обмеження християнської віри

### До 2008 року
- У 2002 році: згідно з доповіддю неурядової організації Bhutanese Christians Services Centre за 2002 рік, «на 65 000 християн, що проживали в країні, припадала лише одна церква»[7].
- У 2006 році: за повідомленнями Mission Network News, «буддистам забороняється приймати християнську віру та будувати церкви. (…) Християнам дозволяється здійснювати обряди тільки у себе вдома. Ті, хто відкрито заявляє про свою християнську віру, можуть бути вислані з Бутану і позбавлені громадянства»[8].
- У 2008 році: згідно з Gospel for Asia, «уряд останнім часом забороняє деяким християнським громадам збиратися для проведення богослужінь»[9].

### Після 2008 року
За даними Open Doors, «гоніння в буддистському Бутані головним чином виходять з родин, громад та ченців, які мають сильний вплив у суспільстві. Кількість побиттів християн стала скорочуватися, це пов'язано зі значними змінами, що відбуваються в країні, в тому числі з утвердженням нової конституції, яка гарантує свободу віросповідань».

## Християнські ЗМІ
Про гоніння християн у Бутані інформує неурядова організація The Bhutanese Christians Services Centre.
Радіостанція організації Gospel for Asia веде мовлення на Бутан 5 мовами.